# Eutylenchus setiferus
Eutylenchus setiferus är en rundmaskart. Eutylenchus setiferus ingår i släktet Eutylenchus och familjen Tylenchidae. Inga underarter finns listade i Catalogue of Life.